# Blas Domingo López
Blas Domingo López y López de Torre (Nanclares de la Oca, 3 de febrero de 1781-Vitoria, 23 de diciembre de 1861) fue un político fuerista liberal español. Fue apoderado de las Juntas Generales de Álava en 1814, alcalde de Vitoria entre 1843 y 1844 y diputado en Cortes durante las legislaturas de 1837-38, 1838-39, 1851-52 y 1853. Fue nombrado comisionado-representante de Álava en Madrid por las Juntas de Alegría en 1850, ejerció de magistrado honorario de la Audiencia de Barcelona y fue consultor de la Diputación Foral de Álava. En mérito a sus servicios fue honrado con la distinción de Padre de Provincia. En el desempeño de su actividad fue artífice de la redacción del fuero consuetudinario y publicó una «Insurrección para la defensa de los Fueros, Franquezas y Privilegios, Buenos usos y costumbres de la Muy Noble y Muy Leal Provincia de Álava», impreso en 1827.

## Biografía

### Origen y estudios
Sus padres fueron Lázaro Tomás López, nacido en Nanclares de la Oca (Álava), y Rosa López de Torre, nacida en La Puebla de Arganzón (Enclave de Treviño, Burgos), población en la que residían. Fue hijo y nieto de los venteros de la venta de Lupierro, situada en el camino de postas junto a Nanclares de la Oca. A pesar de este origen humilde logró convertirse en uno de los hombres públicos más importantes de la provincia de Álava y, por ende, del País Vasco en el siglo XIX. 
Se casó el 12 de octubre de 1810 con Marcelina Íñiguez y Lazcano, natural de La Puebla de Arganzón, quien falleció repentinamente el 3 de julio de 1861, y con quien tuvo dos hijas: Joaquina y Matilde; esta última se casó en 1843 con Francisco Javier Palacios y Balzola, hermano de Francisco María, quien fue senador por Guipúzcoa entre 1876 y 1879. Se licenció en Derecho en la Universidad de Oñate y en la de Valladolid, estableciéndose posteriormente en Vitoria como abogado.

### Primeras actuaciones políticas
Su actividad política arrancó con su presencia en las Juntas Generales de Álava de 1814 como procurador. El 27 de noviembre de ese mismo año fue nombrado tercer consultor y el 2 de diciembre se le ratificó en el cargo de consultor de la provincia, e inmediatamente fue destinado a las órdenes del Diputado General Miguel Ricardo de Álava, quien debía hacerse cargo de “evacuar negocios graves pendientes y otros que puedan sobrevenir”. Su actividad en las Juntas está dominada por su papel de jurista, experto en cuestiones forales. De su mano salió un importante número de informes presentados ante las Juntas y en algunas ocasiones se le cita para dar información de las reuniones de las tres diputaciones, a las que había acudido en representación de Álava. Blas Domingo López era habitual en las reuniones que congregaban a las “tres hermanas”, por lo general la delegación alavesa estaba compuesta por el diputado general y el primer consultor. Su nombre aparece entre los asistentes a las del 30 de abril de 1816, en la que se trató “de la Junta nombrada por Su Majestad para reformar los abusos de Real Hacienda”.

### Trienio liberal (1820-1823)
Al restablecerse la Constitución de 1812 fue nombrado alcalde segundo de Vitoria el 4 de abril de 1820, permaneciendo poco tiempo en el cargo ya que el día 21 de julio daba cuenta al consistorio de haber recibido su nombramiento como juez de primera instancia de Vitoria y sus 43 aldeas, razón por la que dejaba el puesto, en el que le sucedió Íñigo Ortés de Velasco. El 6 de agosto de 1822 fue nombrado interinamente fiscal del jurado previsto en la ley sobre libertad de imprenta, a causa del fallecimiento de su titular.

### Vuelta del ReyFernando VII
A pesar de su presencia en cargos públicos durante el Trienio Liberal no sufrió marginación durante la restauración absolutista siendo uno de los apoyos fundamentales en la puesta en funcionamiento de la Diputación Foral de Álava, en la que pronto ocupó el puesto de asesor y primer consultor de provincia. Estos cargos se conferían con carácter vitalicio y su misión consistía en asesorar en materia legal a los altos cargos públicos de la provincia y a las Juntas Generales de Álava. Sus intervenciones en la defensa de los fueros se plasmaron en su Instrucción para la defensa de los Fueros de la M.N. y M.L. Provincia de Álava, impresa en 1827. A partir de ese año y hasta 1857 consta su presencia en casi todas las reuniones celebradas por las tres Diputaciones vascas. El 21 de noviembre de 1831 las Juntas Generales de Álava solicitaron al rey que en agradecimiento de los servicios que había prestado en su puesto de consultor, en unos momentos especialmente difíciles, se le concediesen los “honores de toga”, hecho que redundaría asimismo en bien de la provincia. Dicha solicitud fue reiterada a la reina María Cristina, regente en ese momento por enfermedad de su marido, en enero de 1833. Las gestiones realizadas ante las diversas instancias que informaban la solicitud dieron fruto en la primera quincena de abril de dicho año, en que se le concedió plaza honorífica de “Alcalde del crimen de la Real Audiencia de Cataluña”.

### Inicio de la Primera Guerra Carlista
Durante la Primera Guerra Carlista López surtió de numerosos escritos que eran dirigidos por Fausto Otazu a los lugares más adecuados: la prensa, procuradores que deberían tratar en el seno de comisiones parlamentarias sobre temas que afectaban a la provincia, el Marqués de Amarillas, etc. En los inicios del mes de octubre de 1833, cuando llegaron las noticias de las primeras sublevaciones y especialmente las de Bilbao y Orduña, Íñigo Ortés de Velasco, Diego Arriola, Fausto Otazu y Blas López trataron de evitar que la provincia se sublevara a favor del pretendiente carlista, a cuyo fin se entrevistaron con Valentín de Verástegui que se encontraba al frente de los “naturales armados”. Durante dicho mes convivieron en Álava los poderes de la Diputación y los de la Junta Carlista, que detentaba la fuerza armada, en medio de graves tensiones como la ocurrida en la noche del 20 al 21 de octubre, en que fueron detenidas varias “personas respetables”, entre las que se hallaba Blas López. En abril de 1834 el General Vicente Quesada dictó diversas órdenes de destierro contra los miembros de la Diputación, disposición que comprendía también a Blas López. El 20 de dicho mes la Diputación le autorizaba a abandonar Vitoria para dirigirse a Burgos, y debido a la situación política que había implicado una disminución de los “negocios arduos…, quedando reducido a lo económico”, se optó por no nombrarle un sustituto. El destierro duró muy poco tiempo gracias a las gestiones de Fausto Otazu ante el gobierno, que a principios de mayo había dado orden de revocar la decisión de Quesada. Tras recibir la comunicación se desplazó a Madrid, en donde se encontraba a finales de mayo. Dos semanas más tarde, el 10 de junio de 1834, salía en dirección a Vitoria.

### Fundador del fuerismo vasco
Blas López fue con casi total probabilidad el autor de uno de los documentos fundacionales del liberalismo fuerista vasco: Observaciones sobre la necesidad de reformar el régimen administrativo de las Provincias Vascongadas para fallar con acierto en esta materia, según recuerda Javier Fernández Sebastián en su trabajo “Periodismo, liberalismo y fuerismo”. Entre Blas López, Fausto Otazu e Íñigo Ortés de Velasco se decide el origen de la ideología fuerista que marcará el devenir político del País Vasco desde el fin del reinado de Fernando VII hasta la actualidad. En 1834 la Diputación alavesa envió a Fausto Otazu como comisionado en Cortes, para la defensa de los intereses de la provincia, y Blas López se convirtió en su principal corresponsal en todas las cuestiones técnicas para dicha comisión y quien da todos los argumentos jurídicos para la defensa del mantenimiento foral, notas que sirvieron de base para la publicación del folleto ya citado. En dicho texto se plantea la tesis que a mitad de siglo defendieron los grupos demócratas españoles, la necesidad de extender a todas las provincias españolas como sistema de administración el régimen foral. A través de la correspondencia de Otazu se puede ver que la pretensión de Blas López respecto al sistema foral consistía en tratar de evitar una discusión frontal e ir perviviendo para poder plantear la discusión en una situación más tranquila y por ende favorable, según explican Juan Vidal-Abarca, Federico de Verástegui y Alfonso de Otazu en su obra Fausto de Otazu a Íñigo Ortés de Velasco. Cartas (1834-1841).

### Hasta su primera elección como diputado en Cortes
En junio de 1835 abandonó temporalmente Vitoria y regresó con las tropas que desde Madrid se dirigían al frente norte bajo las órdenes de Luis Fernández de Córdova, quien estaba auxiliado por Antonio Ramón Zarco del Valle y por Juan Antonio Aldama. A finales de año se repetían los hechos. Fausto Otazu señalaba a Íñigo Ortés de Velasco y a Blas López que saliesen a Burgos o Briviesca a recibir al conde de Almodóvar y a Miguel Ricardo de Álava, a fin de que les diesen cuenta de la situación de la guerra y de las medidas necesarias para su finalización. Blas López resultó elegido para representar a Álava en las elecciones convocadas por Francisco Javier de Istúriz en mayo de 1836, pero si bien los comicios se celebraron en la mayoría de las provincias, las Cortes, cuya inauguración estaba prevista para el 20 de agosto, no llegaron a abrirse. Tras la sublevación de los sargentos en La Granja y la proclamación de la Constitución de 1812, se procedió a convocar un nuevo proceso electoral. El nuevo diputado había llegado a Madrid el 18 de agosto, justo en el momento en que estalló la sublevación en la capital. A pesar de perder su condición de diputado se mantuvo en Madrid un largo período, durante el cual no permaneció inactivo, ya que sus visitas a altos cargos y sus escritos fueron bastante frecuentes. En la primavera de 1837 regresó a Vitoria. Al producirse el amotinamiento de tropas en Vitoria el 17 de agosto de 1837, salvó su vida ocultándose.

### Desde su elección como parlamentario hasta la Ley de Fueros de 25 de octubre de 1839
Aprobada la Constitución de 1837, López obtuvo un acta de diputado para las legislaturas 1837-1838 y 1838-1839 y retornó a Madrid. Juró su cargo el 29 de diciembre de 1837. Intervino activamente en la discusión de la contribución extraordinaria de guerra y en la del diezmo, de cuyas comisiones formó parte. Defendiendo el dictamen de la primera, discutió con la mayoría de los representantes de las provincias vascongadas y Navarra, quienes deseaban una mayor consideración con tales territorios. Con ello sale del estereotipo del diputado vasco que no interviene en cuestiones económicas, porque no afectan a sus territorios. Durante su permanencia en el Congreso de los Diputados, la corporación alavesa le encomendó realizase gestiones destinadas al “posible alivio de los acerbos males que oprimen a ese país desgraciado”. Se trataba fundamentalmente de conseguir una disminución en la presión fiscal, ya que estaba basada en datos fijados en 1821 y que Blas Domingo López consideraba que resultaban “funestas porque perjudicaban a esa Provincia en más de un ciento por ciento”. De mayor calado político fue su participación en las gestiones destinadas a materializar, de forma favorable a las instituciones vascas, la aplicación de las cláusulas contenidas en el Convenio de Vergara. Junto con Pedro Egaña y Fausto Otazu se afanaron en el mantenimiento, lo más amplio posible, de la normativa foral. Al finalizar su estancia parlamentaria, la Diputación envió el 11 de junio de 1839 una comisión para que le felicitase por sus servicios a la provincia y el 17 de diciembre de 1839 fue nombrado “padre de provincia”, en atención “al celo, interés y eficacia de sus servicios a la provincia de Álava”.

### Hasta el final de la regencia deEsparteroy nombrado alcalde deVitoria
A principios de mayo de 1840, Blas López se trasladó con su familia a Madrid, en calidad de comisionado en Cortes, a fin de seguir las negociaciones que se estaban realizando con el gobierno para el mantenimiento de los fueros. Se mantuvo en la capital hasta finales de agosto, fecha en que casi todos los delegados vascos desplazados a Madrid dieron por terminada la ronda de sesiones. Su actuación mereció la felicitación de la corporación alavesa el 18 de noviembre de 1841. En 1841 formó parte de la delegación alavesa que acudió a Vergara a elevar una exposición al gobierno en defensa del mantenimiento del pase foral. En su calidad de consultor de la Diputación de Álava fue uno de los autores de la mayoría de los escritos y uno de los negociadores más importantes en las discusiones forales del reinado de Isabel II. En calidad de comisionado de la Diputación alavesa residió en Madrid en los meses finales de 1841 y durante parte del año 1842, en los momentos en que estaba finalizando la discusión foral. El 1 de enero de 1843 tomó posesión del puesto de alcalde primero de Vitoria. Su mandato fue un período en el que no se produjeron graves problemas en la ciudad, que luchaba por acomodarse a la nueva situación de eliminación de los fueros. En esos momentos era secretario de la corporación Mateo Benigno de Moraza.

### Etapa moderada hasta las bases de negociación para el arreglo foral de 1850
En función de su cargo como alcalde de Vitoria, formó parte de la junta suprema de gobierno, creada tras la sublevación moderada de 1843, que integraba a las distintas corporaciones alavesas. Tras las elecciones celebradas, de acuerdo con la nueva normativa de ayuntamientos, cesó en el cargo el 31 de marzo de 1844. El 2 de octubre de dicho año fue nombrado primer consultor de la provincia. En julio de 1846 formó nuevamente parte de la comisión alavesa encargada de discutir con las restantes provincias la cuestión de la contribución exigida por el gobierno central. Mientras que Álava y Guipúzcoa se mostraban partidarias de solventar la cuestión mediante un donativo, los representantes vizcaínos planteaban la necesidad de realizar una consulta a la comisión provincial de fueros. El 20 de octubre de 1846 escribió una breve reseña del fuero consuetudinario de la provincia de Álava, que ochenta años después, en sesión de 30 de agosto de 1926 la Diputación acordó publicar: “un documento interesantísimo que está inédito (...), que merece los honores de la divulgación, por ser una bien escrita y documentada síntesis del fuero alavés”. En 1848 López redactó las bases para el arreglo foral de las tres provincias, al que cada una de ellas haría las modificaciones convenientes. La intransigencia de Vizcaya paralizó el proceso, que quedó postergado por la dimisión del ministro de Hacienda Alejandro Mon el 19 de agosto de 1849. En 1850 fue nombrado comisionado representante de Álava en Madrid. Redactó, como consultor de la Diputación de Álava, junto con Pedro Egaña, un proyecto de acomodación de los fueros a la realidad política y jurídica-constitucional vigente en el Estado español. Se trataba de fijar sobre bases jurídicas firmes, el estatuto político autónomo de las tres provincias vascongadas. La memoria fue presentada en 1851 a la “comisión magna de arreglo de fueros” nombrada por el Presidente del Consejo de Ministros Juan Bravo Murillo. Según Vicente Palacio Atard, en su artículo “El problema del foralismo en el siglo XIX” (ABC, 10 de julio de 1996): “Las Conferencias conjuntas fueron muy frecuentes entre 1840 y 1876, para unificar criterios y aunar esfuerzos; pero las decisiones no eran vinculantes y se perdió la ocasión de desarrollar un primer organismo común al Señorío de Vizcaya y a las otras dos provincias". Precisamente en 1845, cuando los comisionados de las Diputaciones forales pretendieron negociar «conjuntamente» con el gobierno, el ministro Pidal lo rechazó porque no existía ninguna «mancomunidad» o «federación» entre ellas. La historia de esas Conferencias es una historia de acuerdos y desacuerdos internos. El momento crítico fue en 1850, cuando Vizcaya rechazó las «bases de negociación» redactadas por el alavés Blas López, que Álava y Guipúzcoa habían aprobado. Las bases de Blas López trataban de estabilizar el régimen foral en la situación de hecho en que entonces se encontraba, aceptando algunos contrafueros irreversibles. Era un proyecto de mínimos, que rechazó el maximalismo fuerista que había triunfado en Vizcaya”.

### Diputado en Cortes y actividad fuerista
Blas Domingo López fue de nuevo elegido diputado en Cortes por Álava en tres elecciones más: las del 31 de agosto de 1850, 10 de abril de 1851 y 4 de febrero de 1853, según consta en el archivo histórico del Congreso de los Diputados. No obstante, para estas legislaturas, no juró su cargo como diputado. Durante estas últimas legislaturas, no remitió las actas hasta el segundo período de sesiones, que se inició en noviembre de dicho año. Su papel más importante en este periodo lo desempeñó en las reuniones mantenidas por las tres Diputaciones con el gobierno durante el año 1852, en el curso de las cuales los representantes alaveses (Pedro de Egaña y Blas López) redactaron una memoria en la que se mantenía el principio de que no había contradicción entre el sistema foral y la constitución. Fue uno de los redactores de la exposición que en 1857 se dirigió a la reina Isabel II, en relación con la nueva ley de instrucción pública propuesta por Claudio Moyano. Se argumentaba tanto el hecho de ser considerada un contrafuero, como la excelente situación de la educación que había progresado notablemente en manos de las administraciones locales. Además se incidía en la necesidad de mantener la lengua, cultura, etc., de las tres provincias. 

### Fallecimiento
Falleció en Vitoria en la madrugada del 23 de diciembre de 1861. La Diputación fue convocada en sesión extraordinaria para celebrar una sesión en homenaje a su figura. El 4 de mayo de 1862, el diputado general Ramón Ortiz de Zárate hacía el elogio de su figura ante las Juntas Generales y al aprobarse los gastos de las honras fúnebres que la institución le había tributado, los procuradores le calificaron como “eminente y virtuoso jurisconsulto”, “ilustre alavés de imperecedero recuerdo”. Su puesto como primer consultor de la Diputación de Álava, tras su muerte, fue ocupado por Mateo Benigno de Moraza el 6 de diciembre de 1862.